# Engelbert Czubok
Engelbert Czubok (* 28. Juli 1902 in Witkowitz; † 22. Oktober 1969 in Stuttgart) war ein deutscher Opernsänger (lyrischer Bariton) und Kammersänger. Er war Ehrenmitglied der Stuttgarter Staatsoper.

## Leben
„Der Mann, der einst aus Herzenslust und Hunger sang“, so lautete die Überschrift in den Stuttgarter Nachrichten im April 1941 über dem Artikel, der Engelbert Czuboks Weg zum hochgeschätzten Mitglied an der Stuttgarter Staatsoper beschreibt. Dort ist zu lesen, dass er ursprünglich Ingenieur in den Witkowitzer Eisenwerken werden wollte. Als er jedoch eines Tages mit einem Kollegen einen Ausflug durch Marienbad zur Mittagsessenszeit machte, schmetterten sie mit knurrendem Magen lauthals Lieder. Dabei begegnete ihnen der Wiener Kammersänger Alfred Piccaver und der Bankdirektor Möller. Beeindruckt von Czuboks Gesangstalent bewogen diese beiden ihn dazu, sein Ingenieursstudium gegen die Gesangsausbildung an der Musikakademie in Prag zu tauschen. Seine Lehrjahre zum lyrischen Bariton und insbesondere die Ausflüge ins Schauspiel beschrieb er später lächelnd als eine „grauslich schöne Zeit“. Nach seiner erfolgreichen Gesangsausbildung startete er dann 1924, ebenfalls in Prag, seine Bühnenkarriere am Deutschen Theater.
Sein nächstes Engagement führte ihn von 1927 bis 1930 nach Breslau. Dort sang er u. a. 1928 in der deutschen Erstaufführung der Oper „Schwanda, der Dudelsackpfeifer“ von Jaromír Weinberger die Titelrolle. Schon 1929 zog es ihn als Gast nach Stuttgart und er beeindruckte dort als Wolfram von Eschenbach in Wagners „Tannhäuser“. So war es nicht verwunderlich, dass er 1930 die Berufung an die Staatsoper Stuttgart dem Engagement in Berlin vorzog.
In Stuttgart, wo er sich fortan heimisch fühlte, wurde er alsbald in vielen Aufführungen (u. a. in „Don Giovanni“, „Zauberflöte“, „Maskenball“, „Rigoletto“, „Tobias Wunderlich“, „La traviata“) als lyrischer „Spielbariton“ gefeiert und schließlich im Jahre 1935 zum Kammersänger ernannt. Seine Bande zu Stuttgart wurde noch weiter verstärkt, als er 1936 in Stuttgart heiratete und 1937 Vater einer Tochter wurde. Aus den Jahren bis 1950 sind  vor allem die deutschen Erstaufführungen von L’Arlesiana von Cilea (1940, als Baldassare) und 1946 „Mathis der Maler“ von Paul Hindemith, in der er die Titelpartie des Mathis sang, sowie 1950 die Uraufführung der Oper „Don Juan und Faust“ von Hermann Reutter hervorzuheben.
Auch bei weiteren Gastspielen und als Konzertsolist kam er zu bedeutenden Erfolgen, so gastierte er 1950 und 1951 an der Oper von Rom, u. a. in seiner Paraderolle des „Mathis der Maler“. Von den vielen Bühnenpartien, die er beherrschte (alle Verdi- und Puccini-Partien), seien nur der Guglielmo in „Così fan tutte“, der „Don Giovanni“, der Don Carlos in „La forza del destino“ von Verdi, der Graf Luna im „Troubadour“, der Kothner in  „Die Meistersinger von Nürnberg“, der Mandryka in „Arabella“ von Richard Strauss, der Malatesta im „Don Pasquale“, der Graf im „Wildschütz“ von Albert Lortzing, der Sharpless in Puccinis „Madame Butterfly“ und der Marcello in „La Bohème“ genannt.
Als Ehrenmitglied der Stuttgarter Staatsoper beendete er schließlich seine Karriere im Jahre 1965, als er pensioniert wurde. Nur vier Jahre später starb er an einem Herzinfarkt und wurde auf dem Steinhaldenfriedhof in Stuttgart Bad Cannstatt beerdigt.

## Diskografie
- Eugène D’Albert: Die Toten Augen, SWR Radio-Symphonie-Orchester unter der Leitung von Alfons Rischner
- Lortzing: Der Wildschütz, Chor und Orchester der Württembergischen Staatstheater Stuttgart unter der Leitung von Ferdinand Leitner 1950
- Georg Hahn: Seine letzten Aufnahmen, Münchner Philharmoniker unter der Leitung von Dr. Edmund Nick

| Personendaten    | Personendaten                                              |
| ---------------- | ---------------------------------------------------------- |
| NAME             | Czubok, Engelbert                                          |
| KURZBESCHREIBUNG | deutscher Opernsänger (lyrischer Bariton) und Kammersänger |
| GEBURTSDATUM     | 28. Juli 1902                                              |
| GEBURTSORT       | Witkowitz                                                  |
| STERBEDATUM      | 22. Oktober 1969                                           |
| STERBEORT        | Stuttgart                                                  |